# Робърт Непър
Робърт Непър (на английски: Robert Knepper) е американски актьор.

## Биография
Непър израства в Мауми, Охайо, близо до Толедо, при своите родители. Неговият баща е ветеринар, а майка му работи в театър. Дейността на майка му събужда в Непър още от рано любов към актьорската игра. В младежките си години той често участва в гимназиални постановки и малки театри. След завършването си в Maumee High School през 1977 г. той се записва в Northwestern University, където учи драма. По това време той участва и в няколко професионални роли в Чикаго. Отказва се от следването малко преди да завърши университета и се премества в Ню Йорк, където продължава работа в театъра.
Въпреки че Непър никога не е планирал да участва във филми или във филмови проекти, той започва филмовата и телевизионната си кариера 1986 г. в сериала The Paper Chase и във филма That's Life! на Блейк Едуардс. По-късно участва в D.O.A. (1988), Renegades (1989), Gas, Food, Lodging (1992), Young Guns II (1990), Everyone Says I Love You (1996) на Уди Алън, Phantoms (1998), Love & Sex (2000), Species III (2004), Hostage (2005), Good Night, and Good Luck на Джордж Клуни и в Хитман (2007).
Също така Непър има множество участия като гост в телевизионните сериали като Law & Order, Law & Order: Criminal Intent, Никита, New York Undercover, Стар Трек: Вояджър, Seven Days, Спешно отделение, L.A. Law, Профайлър, Murder, She Wrote, От местопрестъплението: Маями и The West Wing.
Между 2005 и 2009 година участва в ролята на Тиодор „Ти-Бег“ Багуел в американския сериал „Бягство от затвора“. За тази си роля той е номиниран 2006 г. за Satellite Award за най-добра поддържаща роля.

## Избрана филмография
- Стар Трек: Следващото поколение (1987)
- Текила и Бонети (1992)
- Дневниците на червените обувки (1992)
- Убийство по сценарий (1993)
- Гърбушкото от Нотр Дам (1996)
- Сентръл Парк Уест (1996)
- Спешно отделение (1998)
- Стар Трек: Вояджър (1999)
- Профайлър (2000)
- Никита (2000)
- Лека нощ и късмет (2005)
- Бягство от затвора (2005)
- Хитман (2007)
- Денят, в който Земята спря (2008)
- Герои (2009)
- Старгейт Вселена (2010)
- Престъпни намерения (2010)
- РПУ „Оня свят“ (2013)
- Пърси Джаксън и Боговете на Олимп: Морето на чудовищата (2013)
- Черният списък (2013)
- Игрите на глада: Сойка-присмехулка – част 1 (2014)
- Стрелата (2014)
- Светкавицата (2014)
- Игрите на глада: Сойка-присмехулка – част 2 (2015)
- Военни престъпления (2015)
- Вътрешна сигурност (2016)